# محمد بيومي أفندي
محمد بيومي أفندي (أفندي هو لقب اجتماعي) هو كبير الأساتذة بمدرسة المهندسخانة في عصر محمد علي بمصر.

## المولد والنشأة
ولد محمد بيومي بمصر وأصله من دهشور بمديرية الجيزة 

## رحلات الابتعاث والسفر
سافر محمد بيومي إلى فرنسا ضمن البعثة الأولى[بحاجة لمصدر] عام 1826 م وعاش هناك لمدة 9 سنوات لدراسة الهندسة والعلوم الرياضية
ثم عاد من فرنسا عين مدرسا بمدرسة المهندسخانة ببولاق، وكان استاذا ومراجعا لكثير من نوابغ المهندسين المصريين، وكان يلقب بالبكباشي عند تعيينه رئيسا لقلم ترجمة الكتب العلمية والرياضية 
ثم تم نفيه إلى السودان في عصر عباس باشا الأول وعين مدرسا للحساب بالمدرسة الابتدائية هناك 

## الوفاة
توفي في منفاه بالسودان 

## المؤلفات
- الهندسة الوصفية - يوجد كتاب له في ويكي مصدر
- ثمرة الاكتساب في الحساب [5]
- كتاب الجبر والمقابلة[5]